# Yeniköy, Fındıklı
Yeniköy là một xã thuộc huyện Fındıklı, tỉnh Rize, Thổ Nhĩ Kỳ. Dân số thời điểm năm 2010 là 223 người.